# Daniel Viloria
Daniel Viloria es un deportista español que compite en piragüismo en la modalidad de kayak de mar. Ganó una medalla de bronce en el Campeonato Europeo de Piragüismo en Kayak de Mar de 2014, en la prueba de K1.

## Palmarés internacional
| Campeonato Europeo | Campeonato Europeo       | Campeonato Europeo | Campeonato Europeo |
| Año                | Lugar                    | Medalla            | Evento             |
| ------------------ | ------------------------ | ------------------ | ------------------ |
| 2014               | Vila do Conde (Portugal) | Medalla de bronce  | K1                 |